# Sartilly-Baie-Bocage
Sartilly-Baie-Bocage is een gemeente in het Franse departement Manche (regio Normandië). De plaats maakt deel uit van het arrondissement Avranches. Sartilly-Baie-Bocage is op 1 januari 2016 ontstaan door de fusie van de gemeenten Angey, Champcey, Montviron, La Rochelle-Normande en Sartilly. De gemeente telde 2.843 inwoners op 1 januari 2022.

## Geografie
De oppervlakte van Sartilly-Baie-Bocage bedroeg op 1 januari 2022 30,68 vierkante kilometer; de bevolkingsdichtheid was toen 92,7 inwoners per km².

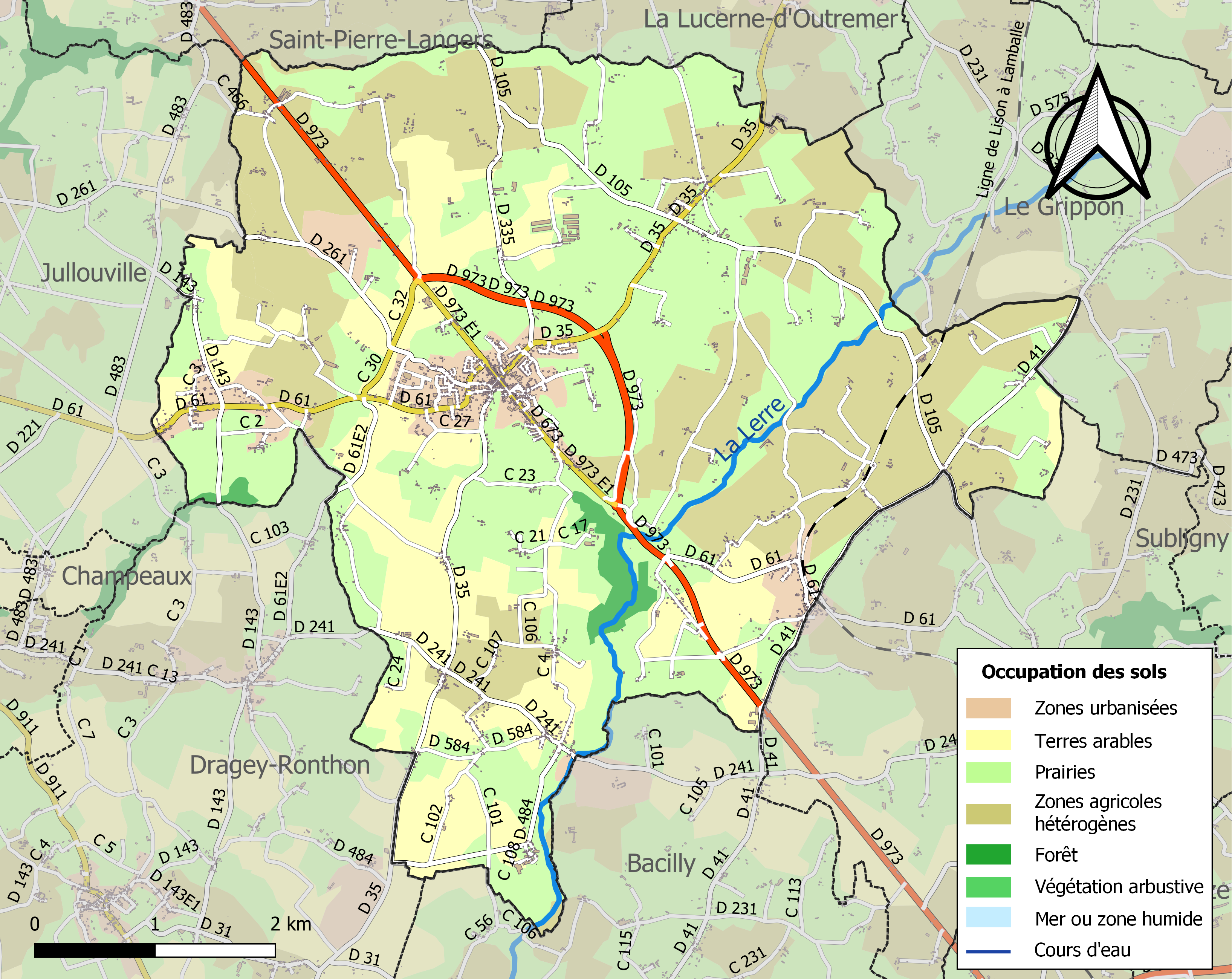
Kaart van de gemeente met de belangrijkste infrastructuur, bodemgebruik en omliggende gemeenten